# Mohamed Lamouri (militant du FLN)
Pour les articles homonymes, voir Mohamed Lamouri.
Mohamed Lamouri, né en juin 1929 à Aïn Yagout et mort le 16 mars 1959 à Tunis ou dans les environs, est un militant algérien ayant combattu durant la guerre d'Algérie.

## Biographie
Né dans une famille modeste de paysans chaouis, il fait ses études primaires, tout en allant aussi à l'école coranique, où il mémorise le Coran sous l'enseignement des chouyoukh de son village.
Il poursuit ses études à l'Institut Ibn Badis à Constantine jusqu'en 1947. Il revient juste après à son village de Aïn Yagout, où il travaille comme commerçant. Ce fut un nationaliste authentique attaché à sa foi musulmane, influencé par les leaders du mouvement national.
Il est arrêté et emprisonné de 1951 à 1952 en raison de son activité au sein du mouvement national. Il rejoint les rangs de l'Armée de Libération nationale (ALN) en  1955 et est chargé la même année d'une mission à la wilaya III ; sur le chemin du retour, il est arrêté par les messalistes pour plusieurs mois.

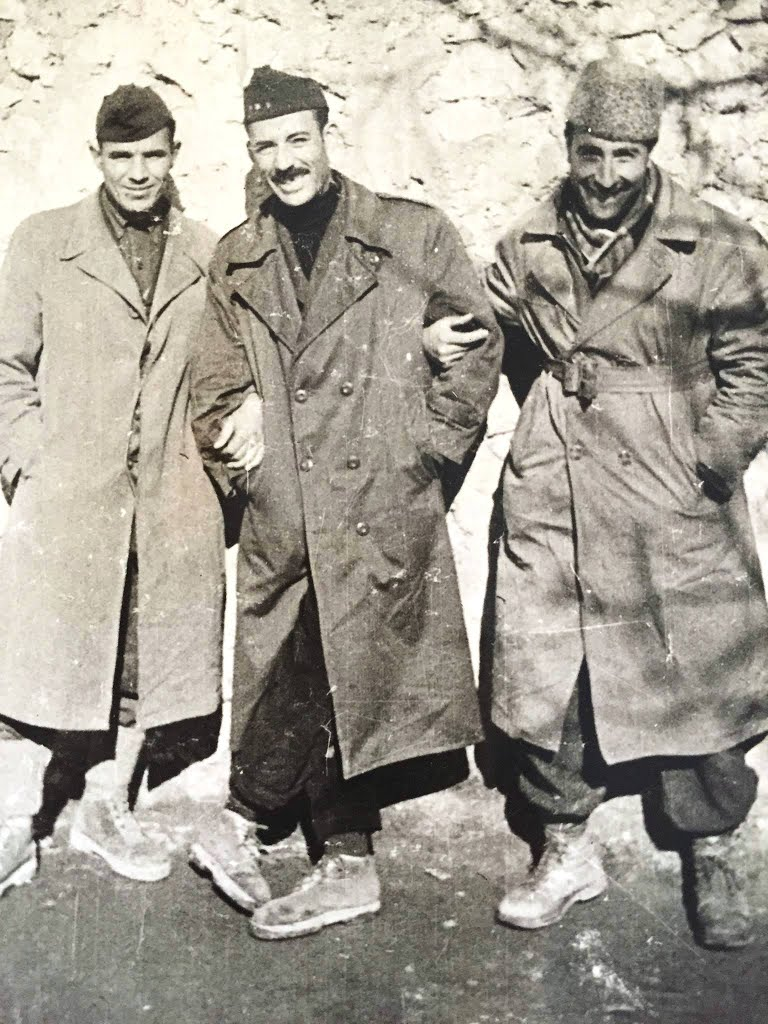
Lamouri (à gauche) avec Amirouche (au centre) et (à droite) en 1956.

Fin 1956, il est promu capitaine, chef de la zone A (Batna, Barika, Aïn Touta, Sétif), porte-parole de la wilaya I (Aurès). Puis il est nommé en 1957 membre de la direction de la wilaya I, chargé du politique ; au cours de la même année, il devient chef de la wilaya I en remplacement de Mahmoud Chérif, devenu membre du Comité de coordination et d'exécution (CCE).[réf. nécessaire]

## Le "complot Lamouri"
En 1958, dans un contexte où il demande au CCE des éclaircissements sur les conditions de formation du Gouvernement provisoire de la République algérienne (GPRA), le CCE décide à l'encontre de Lamouri une « suspension illimitée de toute activité, cassation de son grade, "remis capitaine pour travail fractionnel, régionalisme" »  assorti d'un séjour à Djeddah. Lamouri conteste ces accusations.
Rentré au Caire, Lamouri envisage un renversement du GPRA, soutenu alors par l'Égypte. Il franchit les frontières pour organiser une réunion en Tunisie, réunion dont l'un des points de l'ordre du jour est « séquestration de fait des ministres (du GPRA) présents à Tunis ».Il est arrêté par la gendarmerie tunisienne au Kef lors de la réunion le 16 novembre 1958.

## Jugement
Il est jugé par le GPRA pour sa participation au complot des colonels (ar) (aussi appelé, donc, complot ou affaire Lamouri). Accusé de « travail fractionnel, démoralisation de l'Armée, refus d'obéissance, divulgation de secrets avec préméditation, dilapidation de fonds, flagrant délit de complot contre la révolution », un tribunal militaire, présidé par Houari Boumédiène, assisté d'Ali Medjeli et de deux juges, Kaïd Ahmed et Slimane Dehilès, prononce sa condamnation à mort le 28 février 1959. La déposition au procès de Amar Guerram, qui  a dénoncé Lamori, explique que, à propos des complotistes « leurs projets étaient les suivants : le renversement du régime actuel, l'écrasement des éléments kabyles, la désignation d'un autre gouvernement dont ils seraient membres ». Lamouri est exécuté par Ahmed Bencherif et Abdelmadjid Alahoum dans la nuit du 15 au 16 mars 1959,.